# Jaera (Jaera) schellenbergi
Jaera (Jaera) schellenbergi là một loài chân đều trong họ Janiridae. Loài này được Kesselyak miêu tả khoa học năm 1938.